# 개봉 포위전
개봉 포위전(開封包圍戰, Mongol siege of Kaifeng)은 1232년부터 1233에 걸쳐 몽골 제국(Mongol Empire)이 여진(女眞)의 금(金, 1115–1234)의 수도 개봉(開封)을 포위하고 함락한 전투를 말한다. 전투는 1211년, 속국이 되라는 몽골의 요구를 금이 거절함으로써 시작되어 20년 가까이 진행된 전쟁을 몽금전쟁(蒙金戰爭) 혹은 몽골의 금 원정(Mongol conquest of the Jin dynasty)의 한 부분이다. 오고타이 칸(Ögedei Khan, 窩闊台)은 개봉 포위에 두 부대를 파견, 하나는 자신이 직접 통솔하였고 다른 하나는 동생 톨루이(Tolui, 托雷)가 거느렸다. 이들은 한 부대로 합치면서 군대 전체 지휘권은 수부타이(Subutai, 速不臺)에게 넘어갔고 수부타이는 포위전을 주도했다. 1232년 4월 8일 몽골군은 개봉 성벽에 도착했다.
포위로 인해 개봉에는 물자가 부족해지고 주민들은 기근과 질병으로 고생하였다. 금군은 화창(火槍, fire lance)과 화약이 든 폭탄으로 도시를 방어하여 많은 몽골인을 사살하거나 심각하게 부상 입혔다. 금은 화약(和約)을 맺으려 했지만 몽골 사신을 암살함으로써 수포로 돌아갔다. 금 애종(金哀宗)은 개봉을 버리고 채주(蔡州)로 도주하였다. 남아서 지휘한 장군 최립(崔立)은 황제의 충신들을 죽이고 곧바로 몽골군에 투항했다. 1233년 5월 29일 몽골군은 개봉에 입성하여 도시를 약탈했다. 애종의 자살과 1234년 채주 포위전 이후 금은 멸망하였다.

## 배경

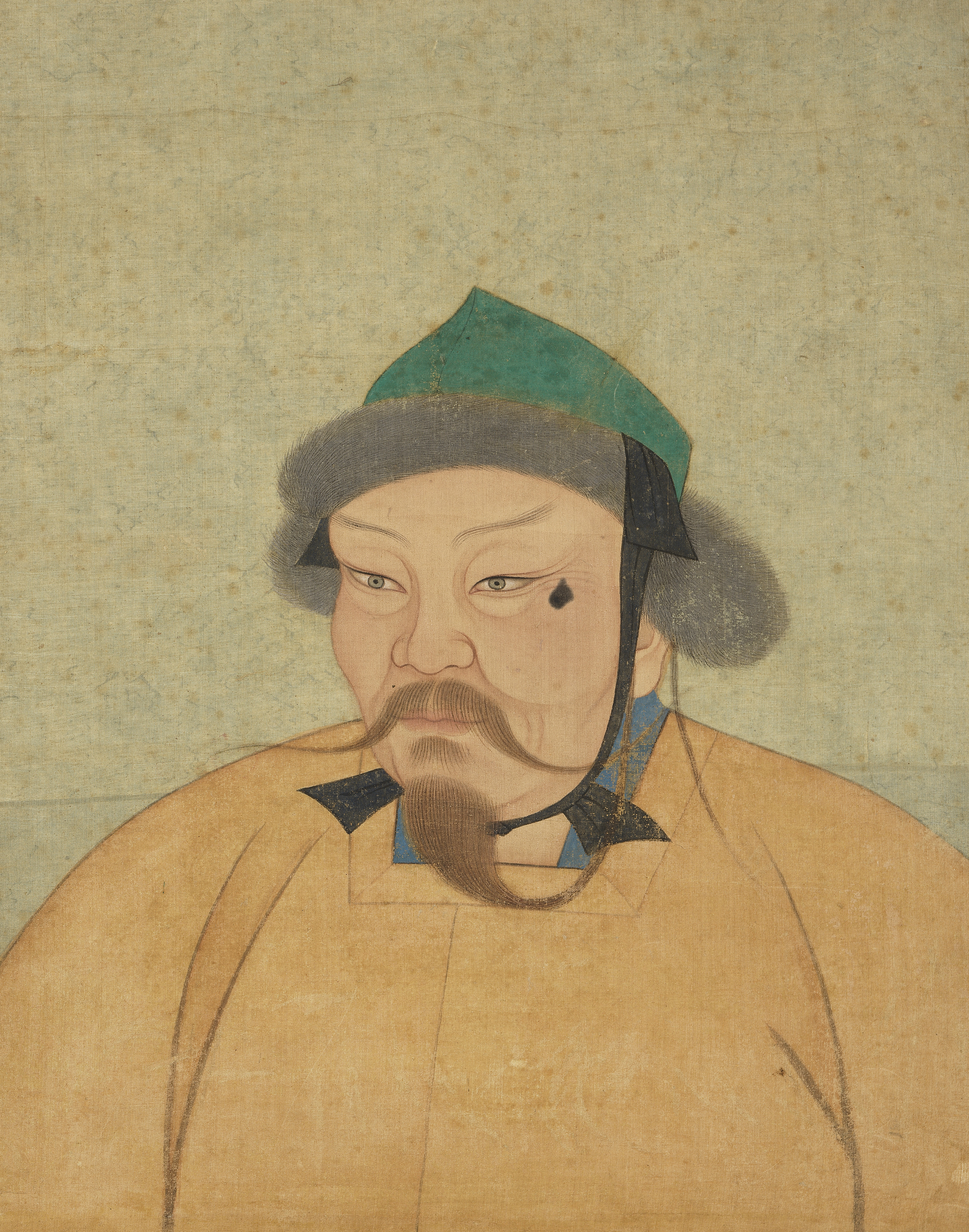
오고타이 칸(Ögedei Khan)

1206년, 징기스칸(Genghis Khan)은 카간(Khaghan)으로 선포되었다. 징기스칸은 몽골인을 통합하고 스텝 지대 경쟁 부족을 정복했다. 같은 시기 중국 본토에 세 왕조가 들어섰다. 북쪽에는 여진인이 세운 금(金)이 만주와 회하(淮河) 이북을 장악했다. 탕구트족(Tangut people)이 세운 서하(西夏)는 중국 서부 일부를 장악했다. 송(宋)은 중국 남부를 점하였다. 1210년, 몽골군은 서하를 복속시켰다. 그 해 몽골은 금에 대한 복속을 포기했다. 몽골과 금은 적대 관계가 되었다. 몽골은 금의 번영을 탐내었다. 이들은 징기스칸의 전임자 암바가이 칸(Ambaghai Khan) 암살과 금 위소왕(金 衛紹王) 완안영제(完顏永濟)가 징기스칸에게 무례하게 행동한 것으로 인해 금에게 원한을 품었던 것으로 보인다.

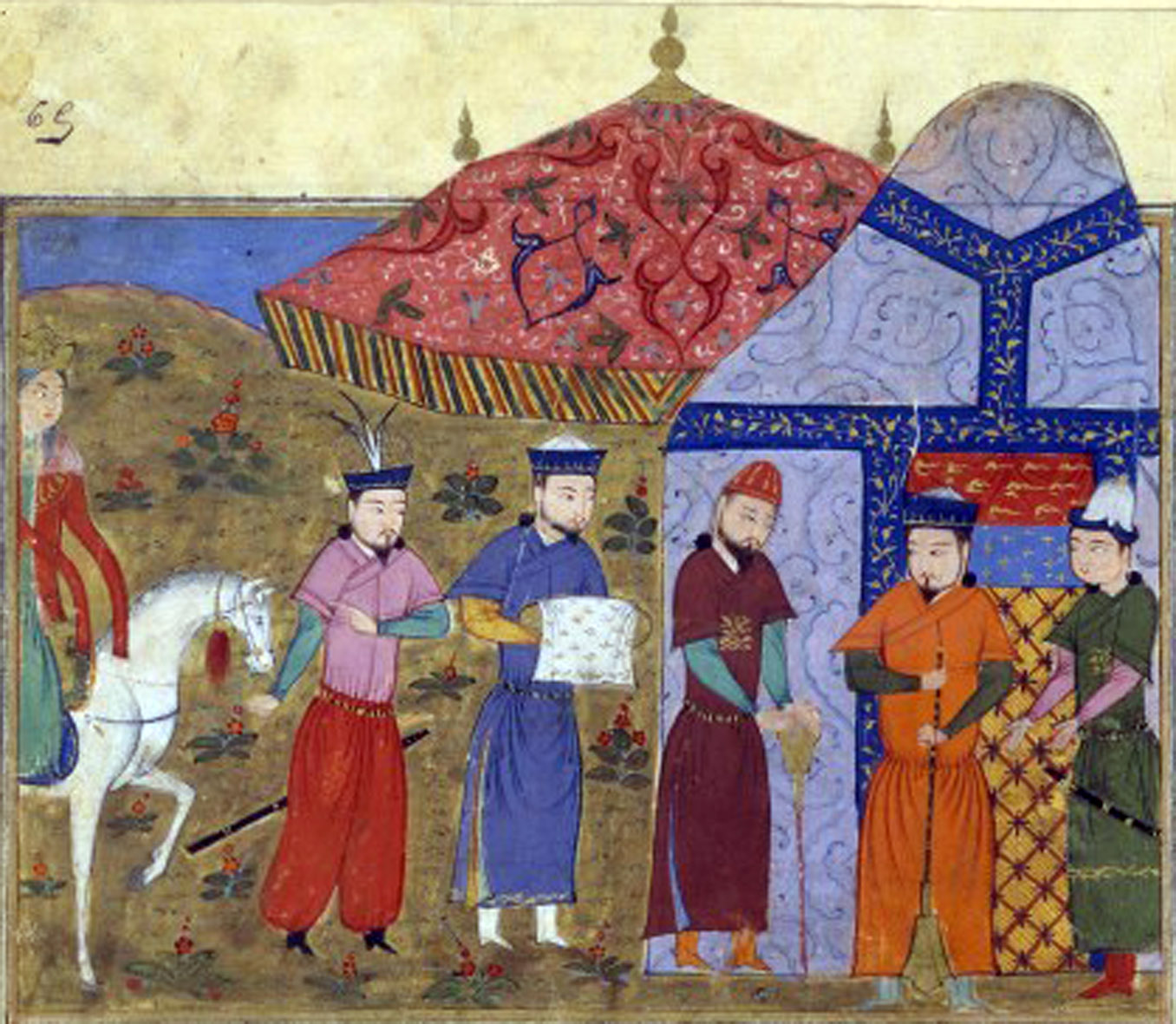
금의 사신을 영접하는 징기스칸

몽골인은 기근이 금을 강타했다는 것을 알고 1211년 금을 침공했다. 두 부대가 금을 침공했고 이중 하나는 징기스칸이 직접 통솔했다. 금은 군대를 갖추고 도시를 강화했다. 몽골의 전략은 작은 거주지를 포위하고 대도시의 강화를 무시하는 것이었다. 1212년, 몽골군은 약탈하고 후퇴했다. 이듬해 1213년, 몽골군은 방향을 돌려 금의 수도 중도(中都)를 포위했다. 몽골인은 중도 전투(Battle of Zhongdu)에서 성벽을 뚫지 못했지만, 금의 황제를 협박하여 조공을 바치게 했다. 1214년, 몽골군은 철군했다. 그리고 그해, 또다른 포위가 발생하면서 금은 중도에서 개봉(開封)으로 수도를 옮겼다. 1215년, 금 조정이 개봉으로 도주했다는 소식을 들은 몽골은 다시 한번 중도를 포위했다. 1215년 5월 31일 몽골군은 중도를 함락했으며, 1216년 몽골은 금 대부분을 지배하였다.
반면 금은 여러 반란에 시달렸다. 만주에서는 야율유가(耶律留哥)가 이끄는 거란(契丹)은이 금으로부터 독립을 선엉하였소 몽골과 동맹을 맺었다. 1213년 야율 가문은 몽골에 복속된 괴뢰군주였고 요(遼) 황제의 직함을 부여받았다. 포선만노(蒲鮮萬奴)가 지휘하는 여진 군대가 야율류가의 요로 진격하였지만 실패하였다. 1215년, 금이 붕괴 직전이라는 것을 본 포선만노는 반란을 일으켜 동하(東夏)를 건국했다. 보다 남쪽에서는 1214년 양안국(楊安國)의 반란을 시작으로 산동(山東)에서 여러 반란이 일어났다. 1215년 시작된 반란군은 홍오군(紅袄軍, Red Coat rebellion)이라 한다. 1215년 중도 함락 이후 몽골군은 금에 대한 공격 수위를 낮췄고 중앙아시아 침공에 더 많은 자원을 투입했다. 1217년, 금은 몽골에 의한 영토 손실을 만회하고자 남송을 침공했다. 침공은 성과가 없었고 금은 남송과 화약을 맺으려했지만 남송은 거절했다. 1218년, 금의 사신은 남송 파견이 금지되었다. 몽골의 금 침공은 진정되었지만 중지되지 않있으며, 1220년대 초에 무칼리(Muqali)가 금 침공을 지휘하였다. 1223년 무칼리는 병사하였고 금 원정은 중지되었다. 금은 남송과 화약을 맺었지만 남송은 적포군을 계속 지원했다. 1227년, 징기스칸은 병사하였다. 오고타이(Ögedei)가 후임자가 되었고, 1230년 오고타이는 금 침공을 재개했다.
금 애종(金哀宗)이 후퇴하면서 한족 장수 사천택(史天澤)은 군대를 이끌고 쫓기 위해 군대를 이끌었고, 포성(蒲城)에서 완안승예(完顏承裔)가 이끄는 8만 금군을 무찔렀다. 금 정벌로 아버지 사병직(史秉直)이 무칼리의 몽골군에게 귀순한 이래, 사천택은 몽골군의 한인(漢人) 만호(萬戶, Tumen)를 이끌고 있었다.

## 개봉 포위

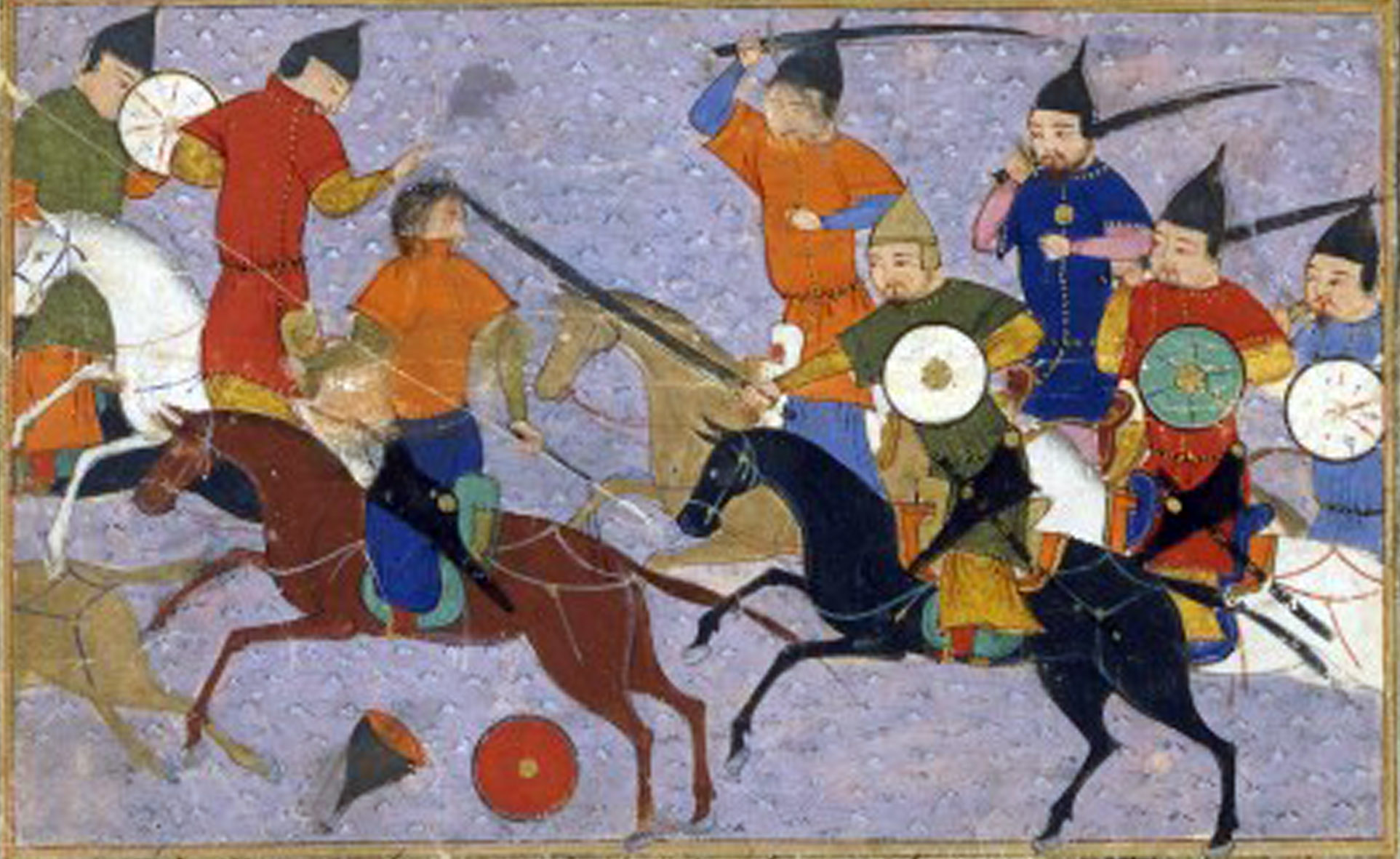
1211년 금과 몽골 전투, 자미 알타와리크(Jami' al-tawarikh)

1230년, 몽골 두 부대는 금의 수도 변경(汴京) 즉 개봉을 포위하였다. 힌 부대는 개봉 북쪽, 다른 한 부대는 개봉 남쪽에서 공격했다. 오고타이 칸은 산서(山西) 부대를 지휘했고 다른 한 부대는 톨루이가 이끄는 섬서(陝西) 부대였다. 그러나 오고타이와 톨루이는 병을 얻었고 원정대 지휘관 자리를 내놓았다. 오고타이는 회복했지만 톨루이는 다음해인 1231년 사망했다. 1231년말 1232년초 두 부대가 합쳐지면서 수부타이가 지휘했다. 몽골군은 1232년 1월 28일 황하에 이르렀고 2월 6일 개봉 주변에 집결하였다. 몽골군은 4월 8일 도시를 포위했다.
여진은 화약을 맺어 포위를 풀려 했다. 1232년 여름에 약간의 진전은 있었지만, 금이 몽골 사신 당경(唐慶)을 암살하여 실패로 돌아갔다. 금은 자포자기가 되었고 개봉을 지키거나 전선에서 몽돌과 싸울 수 있는 사람들을 모집했다. 협상이 진행되는 동안 전염병이 개봉 사람들을 휩쓸었다. 기근도 만연했다. 보급품이 떨어졌고 사람들로부터 강제 몰수한 것도 떨어졌다. 개봉의 정치적 분열은 근거 없는 내란의 공포를 자아냈다. 일부 주민은 반역자로 몰려 처형되었다.
방어는 금방 무너지지 않았다. 금은 함락 전까지 수 개월 버텼다. 1232년 말 금 황제는 탈출 기회가 있었고 조정 관료와 함께 개봉을 떠났다. 황제는 최립(崔立)에게 개봉 통치권을 주었고, 1233년 8월 3일 하남(河南) 귀덕부(歸德府)에 도착했다. 황제의 도주는 방어군 사기에 타격을 주었다. 황제의 탈출 사실이 드러나자, 최립은 개봉에 남은 황제의 충신들을 처형했다. 최립은 농성을 끄는 것은 자살 행위이며 몽골에 항복할 것을 제안했다. 5월 29일, 최립은 개봉 성문을 열고 몽골군을 성안으로 들였다. 후에 최립은 전투가 아니라 한 부하의 아내를 모욕하다가 싸움이 나서 살해당했다.
몽골군은 개봉이 함락되자 도시를 약탈했지만, 당시 일반적인 포위와 달리 그들은 교역을 허용했다. 개봉의 부자들은 사치품을 몽골인에게 팔아 절대적으로 필요했던 식량을 구매했다.
개봉에 거주한 황족 남성은 잡혀 처형되었다. 인성황후(仁聖皇后) 등 비빈 전부는 생포되어 북쪽으로 끌려갔다.

## 군사 기술
중국사학자 허버트 프랭크(Herbert Franke)는 개봉 포위전에 대한 평가에서 포위가 군사기술사에 있어 중요하다고 평가하였다. 포위된 개봉성에 거주하던 금의 관료들이 남긴 포괄적인 설명에 근거하여 개봉 포위전의 상세한 내용 대부분이 역사학자들에게 아려져 있다. 금군은 투석기(trebuchet)를 이용해 몽골군에게 폭발물을 쏘았다. 전투에 대하여 동시기에 작성된 기록에는 폭탄 발사 과정을 설명하고 있다. 첫째, 군인이 도화선을 점화한다. 투석기 줄이 당겨지고 폭탄이 공중에 던져진다. 폭탄은 땅에 떨어지자마자 큰 폭발을 일으키고 갑옷을 뚫을 정도로 큰 타격을 입힌다. 폭발은 전장 풀밭에 불을 붙이기도 했기에, 폭발에 살아남은 군인도 불에 타 죽기도 했다. 폭탄은 현대 폭발물보단 원시적인 것이었으며 때로는 폭발하지 않았거나 너무 일찍 폭발했다. 몽골군은 개봉성 방향으로 난 해자를 파서 폭탄 공격에 대항하였고, 소가죽으로 방패를 만들어 덮어서 머리 위 폭탄 공격을 막았다. 금의 한 관리는 다음과 같이 설명했다.(역사학자 스티븐 턴불(Stephen Turnbull) 영역에 대한 해석)
따라서 몽골군은 소가죽 방패를 만들어 접근 해자와 성벽 아래 군사들을 덮었고, 한 사람을 포함할 크기로 둥지처럼 땅을 파서 성벽 위 군사들이 아무 것도 못하게 하길 바랐다. 그러나 일부는 벼락 같은 폭탄을 쇠사슬 위에 내려 놓는 기술을 제안했다. 몽골인이 대피호를 만든 해자에 도착했을 때, 폭탄이 터졌고, 소가죽과 공격군은 산산조각이 나서 흔적조차 남지 않았다.(Therefore the Mongol soldiers made cowhide shields to cover their approach trenches and men beneath the walls, and dug as it were niches, each large enough to contain a man, hoping that in this way the troops above would not be able to do anything about it. But someone suggested the technique of lowering the thunder crash bombs on iron chains. When these reached the trenches where the Mongols were making their dugouts, the bombs were set off, with the result that the cowhide and the attacking soldiers were all blown to bits, and not even a trace being left behind.)

금의 보병은 화창(火槍)을 장착했다. 화창은 화약 튜브가 장착된 창이었다. 황, 숯, 초석이라는 화약 기본 재료 이외에도 갈은 도자기 가루와 쇠줄밥이 첨가되었다.
화창에서 뿜어져 나온 불꽃은 3미터까지 나왔다. 전투 중에 화창을 점화하는 부싯깃(tinder)은 철상자에 저장되어 병사가 날랐다. 화약이 한번 사용되면 화창은 일반 창처럼 사용될 수 있거나 화약을 채운 튜즈로 재장착될 수 있었다.
금의 폭탄과 화창은 몽골군이 맞서는데 두려워했던 유일한 무기였다. 금군이 화약을 활용한 것은 광범위하였지만, 이전에 몽골군이 금군에게 화약을 획득했는지는 불확실하다. 프랭크는 양측 무기고에 화약이 있었다고 주장하지만, 턴불은 금군만이 화약을 사용했다고 주장한다. 몽골군은 쇠뇌에 큰 돌이나 화약 폭탄을 장전했으며, 이를 금의 요새에
발사했다. 연발은 개봉성내 사상자에 영향을 주었고, 투석기 발사 군인들에게 심리적 타격을 주었다.

## 역사적 중요성
개봉 포위전은 금에 큰 타격을 주었지만 금을 완전히 무너뜨리진 못했다. 금 애종(金哀宗)은 생포되지 않고 탈출에 성공했지만 포위전 이후에 극도로 곤궁한 상태에 빠졌다. 애종은 남송(南宋)에 사신을 보내어 구원을 요충했다. 사신은 몽골이 금을 무너뜨리면 이후 남송을 공격할 것이라고 말하면서 구원을 요청했다. 남송은 이를 거절했다. 금과 여러 차례 전투를 벌인 남송은 수십 년전 중국 화북(華北)을 침공한 여진인에게 상당히 분개하고 있었다. 남송은 금 대신 몽골과 동맹을 맺었다. 남송은 군사적으로 협력하였고, 금이 지휘하는 도시 가운데 마지막 도시를 함락하였다. 양력 1233년 12월, 몽골군은 애종이 개봉에서 도망쳐 온 채주를 포위하였다. 채주 함락전에서 애종은 포위된 채주를 탈출하지 못했고, 마지막 방책으로서 자살하게 되었다. 1234년 2월 9일, 몽골군은 채주 방어군을 돌파했다. 애종이 후계자로 지목한 금 말제(金末帝)는 채주에 있었고 이윽고 전투 중에 사망하였다. 말제의 임기는 양력 2월 9일부터 사망한 2월 10일까지 채 2일이 안되었다. 채주 함락과 함께 금은 멸망했다.
금의 멸망 1년 후, 애종의 예언대로 몽골의 남송 원정(Mongol conquest of the Song dynasty)이 시작되었다.

## 다른 황족에 대한 몽골의 대우 비교
역사학자 패트리샤 버클리 에브리(Patricia Buckley Ebrey)는 몽골의 원(元)이 여진의 완안(完顏) 황족을 가혹하게 대하였으며, 서하 황제를 꺾었을 때처럼 많은 사람들을 학살했다고 주장한다. 그러나 패트리샤도 몽골은 한족 남송 조(趙)씨 황족에게는 관대하게 대했는데, 이는 북송(北宋) 시기 여진인들이 휘종(徽宗)과 흠종(欽宗)을 생포하여 만주로 데려간 정강지변(靖康之變)과는 달랐다. 몽골군은 남송 공제(南宋恭帝)와 모후처럼 수도 임안(臨安) 내 황족들을 살려주었을 뿐만 아니라 임안성 주민들도 살려주었으며 임안성도 약탈하지 않았다. 게다가 일상에 복귀하게 하고 남송 관료도 그대로 재임용했다. 몽골군은 남송 궁녀를 약취하지 않았고 상도(上都)에 복무하던 한족 궁정 예술가들을 궁녀들과 결혼시켰다. 쿠빌라이 칸(Kublai Khan)은 보르지긴(Borjigin) 씨의 몽골 공주를 공제의 아내로 주기도 했고, 이들 사이에는 조완보(趙完普)라는 아들도 낳았다. 중도 포위전에서 징기스칸은 완안영제의 딸인 기국공주(岐國公主)를 강제로 첩으로 삼았다. 1233년 개봉 포위전에서, 몽골군과 몽골에 투항한 한족은 완안씨 남성 황족을 도륙했고, 금 황제의 비빈과 공주를 포함한 여성 황족은 전리품으로서 몽골로 데려갔다.